# Grande-Brière
Grande-Brière é uma reserva natural francesa situada a norte de Saint Nazaire, na costa atlântica. Tem uma superfície de 700 ha, englobados num terreno costeiro alagadiço de cerca de 700 ha de superfície, que fazem parte do parque regional de Brière, de 40 000 ha. É abundante em lontras, martas, garças, abetouros, águias-pesqueiras, mergulhões, entre outros animais.